# Сипо (Баия)
Сипо (порт. Cipó)  —  муниципалитет в Бразилии, входит в штат Баия. Составная часть мезорегиона Северо-восток штата Баия. Входит в экономико-статистический  микрорегион Рибейра-ду-Помбал. Население составляет 15 752 человека на 2006 год. Занимает площадь 166,953 км². Плотность населения — 94,3 чел./км².

## История
Город основан 8 июля 1931 года. 

## Статистика
- Валовой внутренний продукт на 2003 год составляет 22 380 667,00 реалов (данные: Бразильский институт географии и статистики).
- Валовой внутренний продукт на душу населения на 2003 год составляет 1484,33 реалов (данные: Бразильский институт географии и статистики).
- Индекс развития человеческого потенциала на 2000 год составляет 0,610 (данные: Программа развития ООН).